# Scapulaseius arecae
Scapulaseius arecae är en spindeldjursart som först beskrevs av Gupta 1977.  Scapulaseius arecae ingår i släktet Scapulaseius och familjen Phytoseiidae. Inga underarter finns listade i Catalogue of Life.